# Джек Дуен
Джек Дуен (англ. Jack Doohan; нар. 20 січня 2003) — австралійський автогонщик, який наразі виступає в ролі резервного пілота команди Alpine в Формулі-1. 
Він народився та виріс у Голд-Кості, штат Квінсленд і є сином мотоцикліста Міка Дуена, п'ятиразового чемпіона світу в класі 500cc. Він почав брати участь у картингових перегонах у віці дев’яти років на карті, подарованому йому Міхаелем Шумахером, та виграв декілька національних чемпіонатів. Перейшовши в юніорські формули у 2018 році, Дуен розпочав свою кар’єру в британській Формулі-4. Посівши друге місце після Джої Олдерса в азійській Формулі-3 сезону 2019–2020 років, Дуен перейшов до чемпіонату Формули-3 FIA у 2020 році. У наступному сезоні з командою Trident він посів друге місце після Денніса Хаугера. У 2023 році він посів третє місце у Формулі-2 FIA з командою Virtuosi  Racing.
З 2017 до 2021 року був членом юніорської команди Red Bull, а в 2022 році приєднався до Академії Alpine. Він дебютував у Формулі-1 з Alpine на Гран-прі Абу-Дабі 2024 року. У 2025 році Дуен отримав місце основного пілота у Формулі-1 з командою Alpine, але після шести раундів його замінив Франко Колапінто.

## Формула-1
У вересні 2017 року Дуен підписав контракт з юніорською командою Red Bull. Він залишив академію Red Bull після сезону 2021 року та підписав контракт з Академією Alpine у 2022 році. Дуен описав свій перехід як «очевидний», заявивши, що програма тестів Формули-1 і проект команди в рамках Чемпіонату світу з перегонів на витривалість дали йому безліч можливостей для майбутнього. Він отримав свій перший шанс випробувати Alpine A521 на міжнародному автодромі Лусаїл у травні того ж року. Він знову повернувся за кермо A521 в Монці перед вихідними Гран-прі Великої Британії. У вересні Дуен провів тести за кермом A521 на трасі Хунгароринг разом з Антоніо Джовінацці та Ніком де Врісом. В вересні Дуен взяв участь у своїх перших вільних заїздах у Формулі-1 з Alpine на Гран-прі Мехіко та Гран-прі Абу-Дабі. Він навіть обговорював місце у Формулі-1 у 2023 році з французькою командою, але команда віддала перевагу П’єру Гаслі. Дуен також взяв участь з Alpine у післясезонних тестах.
У 2023 році Дуен став резервним пілотом Alpine. Він взяв участь у своєму першому тесті цього року у травні за кермом A521 у Монці. Дуен знову взяв участь у першій вільній практиці з Alpine на Гран-прі Мехіко. Він проїхав 25 кіл і посів 18 місце в загальному заліку. У вільній практиці на Гран-прі Абу-Дабі він завершив з 13-м найшвидшим часом. Він показав четвертий найкращий результат серед десяти новачків, які брали участь в цій сесії, фінішувавши позаду Феліпе Друговича з Aston Martin, Роберта Шварцмана з Ferrari та Фредеріка Весті з Mercedes. Цього року він знову взяв участь у тестах молодих пілотів з Alpine, встановивши сьомий найшвидший час.
Дуен зосередив свою кампанію 2024 року на ролі резервного пілота Alpine та оголосив про свою мету приєднатися до стартової решітки Формули-1 в сезоні 2025 року. У травні 2024 року Дуен провів свої перші тести цього року за кермом Alpine A522 у Зандворті. Він взяв участь у першій вільній практиці з Alpine на Гран-прі Канади. Напередодні Гран-прі Великої Британії Дуен знову провів тести за кермом A522 на автодромі Поль Рікар, оскільки він розглядався як один із претендентів на місце в Alpine на 2025 рік замість Естебана Окона. Він також взяв участь в вільній практиці з Alpine під час вищезгаданого Гран-прі Великої Британії.

### Alpine (2024-)
23 серпня 2024 року команда Alpine оголосила, що Дуен замінить Естебана Окона в сезоні 2025 року. Окон покинув команду перед Гран-прі Абу-Дабі 2024 року, що дозволило Дуену дебютувати за команду раніше. Він став першим пілотом Академії Alpine, що дебютував у Формулі-1. Під час дебюту він кваліфікувався двадцятим та фінішував п’ятнадцятим у гонці. Згодом він також взяв участь у післясезонних тестах в Абу-Дабі, проїхавши 137 кіл і встановивши восьмий найшвидший час у загальному заліку.

#### 2025
Дуен приєднався до П’єра Гаслі в сезоні 2025 року, що мало стати його першим повним сезоном у Формулі-1. Посеред чуток про те, що його може замінити нещодавно призначений резервний пілот Франко Колапінто вже на перших етапах сезону, його менеджер і радник команди Alpine Флавіо Бріаторе заявив: «Якщо є пілот, який не приносить мені результатів, [я] його зміню», а Дуен прокоментував: «На ваші плечі завжди буде тиск [у] такому безжальному виді спорту». Він кваліфікувався чотирнадцятим на першому Гран-прі Австралії, але в гонці розбився під час першого кола на мокрій трасі. В Китаї він отримав 10-секундний штраф як у спринті, так і в основній гонці, фінішувавши двадцятим і тринадцятим відповідно; він спричинив зіткнення з Ґабріелем Бортолето у спринті та змусив Ізака Аджара виїхати за межі траси в основній гонці. Під час другого вільного заїзду на Гран-прі Японії він не закрив DRS у швидкісному першому повороті, що призвело до вильоту у відбійник на швидкості 260 км/год; він кваліфікувався дев'ятнадцятим і фінішував п'ятнадцятим. У Бахрейні Дуен покращив свої результати, кваліфікувавшись одинадцятим, і фінішувавши чотирнадцятим після п'ятисекундного штрафу за перевищення ліміту на виїзди за межі траси. Він посів сімнадцяте місце як у кваліфікації, так і в гонці в Саудівській Аравії після невдалої стратегічної авантюри під час автомобіля безпеки. Після того, як він фінішував шістнадцятим у спринті на Гран-прі Маямі, він кваліфікувався чотирнадцятим до основної гонки, але достроково завершив гонку через зіткнення з Ліамом Ловсоном на першому колі. Після Грна-прі Маямі стало відомо, що Alpine розпочала переговори щодо заміни Дуена на Колапінто після його результатів на початку сезону. Через кілька днів було підтверджено, що Колапінто візьме участь у наступних п'яти Гран-прі, а Дуен перейде на позицію резервного пілота.

## Результати виступів

### Загальна статистика
| Сезон   | Серія                            | Команда                      | Перегони        | Перемоги        | Поули           | Н/к             | Подіуми         | Очки            | Місце           |
| ------- | -------------------------------- | ---------------------------- | --------------- | --------------- | --------------- | --------------- | --------------- | --------------- | --------------- |
| 2018    | Британська Формула-4             | TRS Arden Junior Racing Team | 30              | 3               | 0               | 7               | 12              | 328             | 5               |
| 2018    | Формула-4 ADAC                   | Prema Theodore Racing        | 8               | 0               | 0               | 1               | 0               | 35              | 12              |
| 2018    | Італійська Формула-4             | Prema Theodore Racing        | 6               | 0               | 0               | 0               | 0               | 9               | 20              |
| 2018–19 | MRF Challenge Formula 2000       | MRF Racing                   | 5               | 0               | 0               | 0               | 2               | 50              | 9               |
| 2019    | Відкритий чемпіонат Євроформули  | Double R Racing              | 16              | 0               | 0               | 0               | 2               | 79              | 11              |
| 2019    | Азійська Формула-3               | Hitech Grand Prix            | 15              | 5               | 1               | 5               | 13              | 276             | 2               |
| 2019    | Зимова Серія Азійської Формули-3 | Hitech Grand Prix            | 3               | 0               | 0               | 0               | 2               | 0               | НК†             |
| 2019–20 | Азійська Формула-3               | Pinnacle Motorsport          | 15              | 5               | 4               | 5               | 10              | 229             | 2               |
| 2020    | Чемпіонат Формули-3 FIA          | HWA Racelab                  | 18              | 0               | 0               | 0               | 0               | 0               | 26              |
| 2021    | Чемпіонат Формули-3 FIA          | Trident                      | 20              | 4               | 2               | 1               | 7               | 179             | 2               |
| 2021    | Чемпіонат Формули-2 FIA          | MP Motorsport                | 6               | 0               | 0               | 0               | 0               | 7               | 19              |
| 2022    | Чемпіонат Формули-2 FIA          | Virtuosi Racing              | 28              | 3               | 3               | 4               | 6               | 128             | 6               |
| 2023    | Чемпіонат Формули-2 FIA          | Invicta Virtuosi Racing      | 25              | 3               | 2               | 3               | 5               | 168             | 3               |
| 2023    | Формула-1                        | BWT Alpine F1 Team           | Резервний пілот | Резервний пілот | Резервний пілот | Резервний пілот | Резервний пілот | Резервний пілот | Резервний пілот |
| 2024    | Формула-1                        | BWT Alpine F1 Team           | 1               | 0               | 0               | 0               | 0               | 0               | 24              |
| 2025    | Формула-1                        | BWT Alpine F1 Team           | 6               | 0               | 0               | 0               | 0               | 0*              | 19*             |

† Дуен брав участь в змаганні за запрошенням, тому йому не нараховувалися очки чемпіонату.

* Сезон триває.

### Формула-1
| Рік      | Команда            | Шасі        | Двигун                       | 1        | 2      | 3      | 4      | 5      | 6        | 7   | 8   | 9        | 10  | 11  | 12       | 13  | 14  | 15  | 16  | 17  | 18  | 19       | 20       | 21  | 22       | 23  | 24     | Місце | Очки |
| -------- | ------------------ | ----------- | ---------------------------- | -------- | ------ | ------ | ------ | ------ | -------- | --- | --- | -------- | --- | --- | -------- | --- | --- | --- | --- | --- | --- | -------- | -------- | --- | -------- | --- | ------ | ----- | ---- |
| 2022     | BWT Alpine F1 Team | Alpine A522 | Renault E-Tech RE22 1.6 V6 t | БАХ      | САУ    | АВС    | ЕМІ    | МАЯ    | ІСП      | МОН | АЗЕ | КАН      | ВЕЛ | АВТ | ФРА      | УГО | БЕЛ | НІД | ІТА | СІН | ЯПО | США      | МЕХ Тест | САП | АБУ Тест |     |        | –     | –    |
| 2023     | BWT Alpine F1 Team | Alpine A523 | Renault E-Tech RE23 1.6 V6 t | БАХ      | САУ    | АВС    | АЗЕ    | МАЯ    | МОН      | ІСП | КАН | АВТ      | ВЕЛ | УГО | БЕЛ      | НІД | ІТА | СІН | ЯПО | КАТ | США | МЕХ Тест | САП      | ЛВГ | АБУ Тест |     |        | –     | –    |
| 2024     | BWT Alpine F1 Team | Alpine A524 | Renault E-Tech RE24 1.6 V6 t | БАХ      | САУ    | АВС    | ЯПО    | КИТ    | МАЯ      | ЕМІ | МОН | КАН Тест | ІСП | АВТ | ВЕЛ Тест | УГО | БЕЛ | НІД | ІТА | АЗЕ | СІН | США      | МЕХ      | САП | ЛВГ      | КАТ | АБУ 15 | 24    | 0    |
| 2025     | BWT Alpine F1 Team | Alpine A525 | Renault E-Tech RE25 1.6 V6 t | АВС Схід | КИТ 16 | ЯПО 15 | БАХ 14 | САУ 17 | МАЯ Схід | ЕМІ | МОН | ІСП      | КАН | АВТ | ВЕЛ      | БЕЛ | УГО | НІД | ІТА | АЗЕ | СІН | США      | МЕХ      | САП | ЛВГ      | КАТ | АБУ    | 19*   | 0*   |
| Джерело: |                    |             |                              |          |        |        |        |        |          |     |     |          |     |     |          |     |     |     |     |     |     |          |          |     |          |     |        |       |      |

* Сезон триває.

## Виноски
1. ↑  Академії Alpine була сформована в 2021 році, але раніше вона існувала під назвою Академія Renault Sport.[28] Дуен став її першим чинним учасником, який дебютував у Формулі-1.[29] Колишній учасник Академії Alpine Оскар Піастрі дебютував у Формулі-1 у 2023 році, але залишив академію достроково після конфлікту щодо контракту.[30]